# Irak na Letnich Igrzyskach Paraolimpijskich 2004
Irak na Letnich Igrzyskach Paraolimpijskich w Atenach zdobył dwa medale.

## Medale

### Złoto
- Faris Abed - podnoszenie ciężarów, kategoria powyżej 100 kilogramów

### Brąz
- Thaair Hussin - podnoszenie ciężarów, kategoria poniżej 82,5 kilograma